# 呉秀容
呉 秀容（オ・スヨン、朝鮮語: 오수용、1944年7月20日 - ）は、朝鮮民主主義人民共和国の政治家。朝鮮労働党中央委員会政治局員、党中央委員会書記局経済担当書記、党中央委員会経済部長、第2経済委員会委員長、国務委員会委員、朝鮮労働党中央軍事委員会委員、最高人民会議予算委員会委員長。党中央委員会副委員長、内閣副総理、電子工業相などを歴任。情報技術の専門家として知られる。

## 経歴
1944年に生まれる。金策工業総合大学を卒業後、経済官僚となる。
1999年に電子工業相に就任し、2009年まで10年間務める。同年、内閣副総理に任命された。2010年に朝鮮労働党中央委員会委員に選出された。2003年に最高人民会議第11期代議員に選出された。
2015年8月2日に開催された党政治局拡大会議で中央委員会政治局委員に昇進した。以後、金正恩委員長の視察に同行することが多くなる。
2019年2月23日、米朝首脳会談が行われるベトナム・ハノイを訪朝した金正恩委員長に同行し、グエン・フー・チョンベトナム国家主席との会談に同席した後、帰国した。この間、李洙墉党副委員長らとハロン湾やスマートフォン工場などを視察した。同年4月2日に行われた最高人民会議14期第1回会議で最高人民会議予算委員長に選出された。同年4月24日、金正恩委員長のロシア訪問に同行しウラジオストクを訪問した。2020年4月12日に開催された最高人民会議第14期第3回会議で予算委員長を解任された。
2021年1月5日から開催された朝鮮労働党第8次大会で中央委員会委員に再選され、1月10日に開催された党中央委員会第8期第1回総会で党中央委員会政治局委員、朝鮮労働党中央軍事委員会委員に選出された。
同年2月11日に開催された党中央委員会第8期第2回総会で朝鮮労働党中央委員会経済担当書記、朝鮮労働党中央委員会経済部長に任命された。2021年9月29日に開かれた最高人民会議第14期第5回会議第2日会議で最高人民会議予算委員会委員長、国務委員会委員に補欠選挙された。